# 2014年4月29日日食
2014年4月29日日食是一次日環食，發生於2014年4月29日。新月當天（即朔日），地球上觀測到月球和太阳的角距離極小，此時月球如果恰好在月球交點附近，穿過太阳和地球之間，與地球、太阳接近一直線，則會出現日食。月球穿過太阳和地球之間，但距地球較遠，本影未能接觸地表，而使偽本影覆蓋的區域內看到月球的角直徑小於太陽，就形成日環食，同時在偽本影兩側數千公里的半影範圍內形成日偏食。此次日環食僅經過了南极洲維多利亞地極小部分區域，日偏食則覆蓋了澳大利亚、南印度洋、南极洲靠近印度洋的區域及周邊部分地區。

## 日食概況

### 出現區域

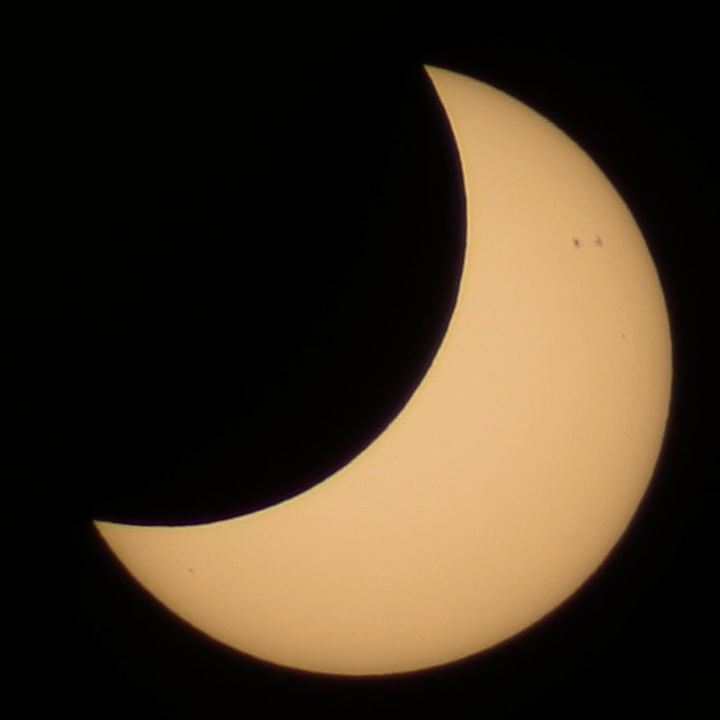
澳洲阿德萊德的日偏食。

此次日環食發生時，月影軸線未經過地球，僅從地球南端以外掠過，偽本影擦過南极洲維多利亞地約600公里長的區域，是地球上唯一能看到此次日環食的地方。環食帶未覆蓋任何南極科學考察站。
除了上述極短的環食帶內能看到日環食之外，月球半影覆蓋範圍內都能看到日偏食，包括印尼南端部分島嶼、东帝汶絕大部分、幾乎整個澳大利亚、南极洲靠近印度洋的部分地區及南印度洋諸島嶼。
整個21世纪只有3次月影軸線未經過地球而本影或偽本影擦過地球一端的日食，包括2次日環食和1次日全食。除本次日環食外，其餘2次均在2043年發生，而上一次這類日食則是1967年11月2日的日全食。

此次日環食過程中月影在地表移動的動畫

### 基本參數
- 類型：日環食
- 食甚中心處（位於南极洲維多利亞地）資料：
  - 時間：2014年4月29日6:03:25.5
  - 地點：70°38.7′S 131°15.6′E / 70.6450°S 131.2600°E
  - 食分：0.9868（環食帶內最大）[7]

## 相關的日食

### 2011-2014年的日食
月球交替位於相對的月球交點時，以半個交點年（食年），即約177天又4小時間隔出現下列日食。
註：2011年1月4日和2011年7月1日的日偏食屬於上一組交點年系列。
| 日食列表  |           |           |           |           |           |           |           |           |           |           |           |
| 1997-2000 | 2000-2003 | 2004-2007 | 2008-2011 | 2011-2014 | 2015-2018 | 2018-2021 | 2022-2025 | 2026-2029 | 2029-2032 | 2033-2036 | 2036-2039 |

| 降交點                     | 降交點                   |                              | 升交點                    | 升交點 |
| 沙羅周期                   | 地圖                     | 沙羅周期                     | 地圖                      |        |
| 118 挪威特罗姆瑟的日偏食   | 2011年6月1日 偏食（北）  | 123                          | 2011年11月25日 偏食（南） |        |
| 128 美国米德爾蓋特的日環食 | 2012年5月20日 環食       | 133 澳洲凱恩斯的日全食       | 2012年11月13日 全食       |        |
| 138 澳洲丘吉爾石的日環食   | 2013年5月10日 環食       | 143 加蓬利伯维尔的日偏食     | 2013年11月3日 全環食      |        |
| 148 澳洲阿德萊德的日偏食   | 2014年4月29日 環食（南） | 153 美国明尼阿波利斯的日偏食 | 2014年10月23日 偏食（北） |        |

### 沙羅周期
沙羅周期長度為18年11天。本次日食屬於沙羅周期148，共包含75次日食，依次為1653年9月21日至1996年4月17日的20次日偏食、2014年4月29日至2032年5月9日的2次日環食、2050年5月20日的1次全环食（亦稱混合食）、2068年5月31日至2771年8月3日的40次日全食、2789年8月13日至2987年12月12日的12次日偏食，總共歷時1334.23年。其中最長的全食發生於2609年4月26日，共持續5分23秒。
下表列舉了1901年至2100年間發生的屬於該周期的日食，是第15至25次：
| 15            | 16            | 17            |
| ------------- | ------------- | ------------- |
| 1906年2月23日 | 1924年3月5日  | 1942年3月16日 |
| 18            | 19            | 20            |
| 1960年3月27日 | 1978年4月7日  | 1996年4月17日 |
| 21            | 22            | 23            |
| 2014年4月29日 | 2032年5月9日  | 2050年5月20日 |
| 24            | 25            |               |
| 2068年5月31日 | 2086年6月11日 |               |

## 資料來源
1. ↑  樊忠玉. . 中国天文科普网.   [2016-01-03]. （原始内容存档于2014-09-17）.
2. 1 2  Fred Espenak.  (PDF). NASA Eclipse Web Site.   [2016-01-03]. （原始内容存档 (PDF)于2016-03-08）.（英文）
3. ↑  Fred Espenak. . NASA Eclipse Web Site.   [2016-01-03]. （原始内容存档于2016-02-18）.（英文）
4. ↑  Xavier M. Jubier. .   [2016-01-10]. （原始内容存档于2012-04-24）.（法文）（英文）
5. 1 2  Fred Espenak. . NASA Eclipse Web Site.   [2016-01-03]. （原始内容存档于2008-08-08）.（英文）
6. ↑  Fred Espenak. . NASA Eclipse Web Site.   [2016-03-20]. （原始内容存档于2008-08-29）.（英文）
7. ↑  Fred Espenak. . NASA Eclipse Web Site.   [2016-01-03]. （原始内容存档于2016-09-14）.（英文）
8. ↑  Fred Espenak. . NASA Eclipse Web Site.（英文）

## 外部連結
- NASA日食專頁（页面存档备份，存于）（英文）
- 可見區域圖和時間統計：由弗雷德·埃斯佩纳克做出的日食預報，NASA/GSFC
  - Google互動地圖呈現的日食範圍
  - 貝塞爾元素
- Google地圖顯示的日環食和日偏食範圍（页面存档备份，存于）（法文）（英文）

圖片：
- 日落帶食（日偏食），2014年4月30日每日一天文圖，拍攝於澳大利亚南澳大利亚州阿德莱德
- 澳洲布里斯本市的日落與月落（日偏食），2014年5月1日每日一天文圖

| \| \| 日食 \|                             |                              |                                            |
| 上一次日食： 2013年11月3日日食 （全環食） | 2014年4月29日日食 （日環食） | 下一次日食： 2014年10月23日日食 （日偏食） |
| 上一次日環食： 2013年5月10日日食          | 2014年4月29日日食 （日環食） | 下一次日環食： 2016年9月1日日食            |
|                                           | 日食                         |                                            |